# Junkers D.1
Le Junkers D.1 (nom militaire du Junkers J 9) est un avion militaire de la Première Guerre mondiale. Il est connu pour être le premier avion de chasse entièrement métallique.

## Galerie
Ce Junkers D.1 exposé au musée du Bourget est le seul exemplaire survivant de la Première Guerre mondiale.

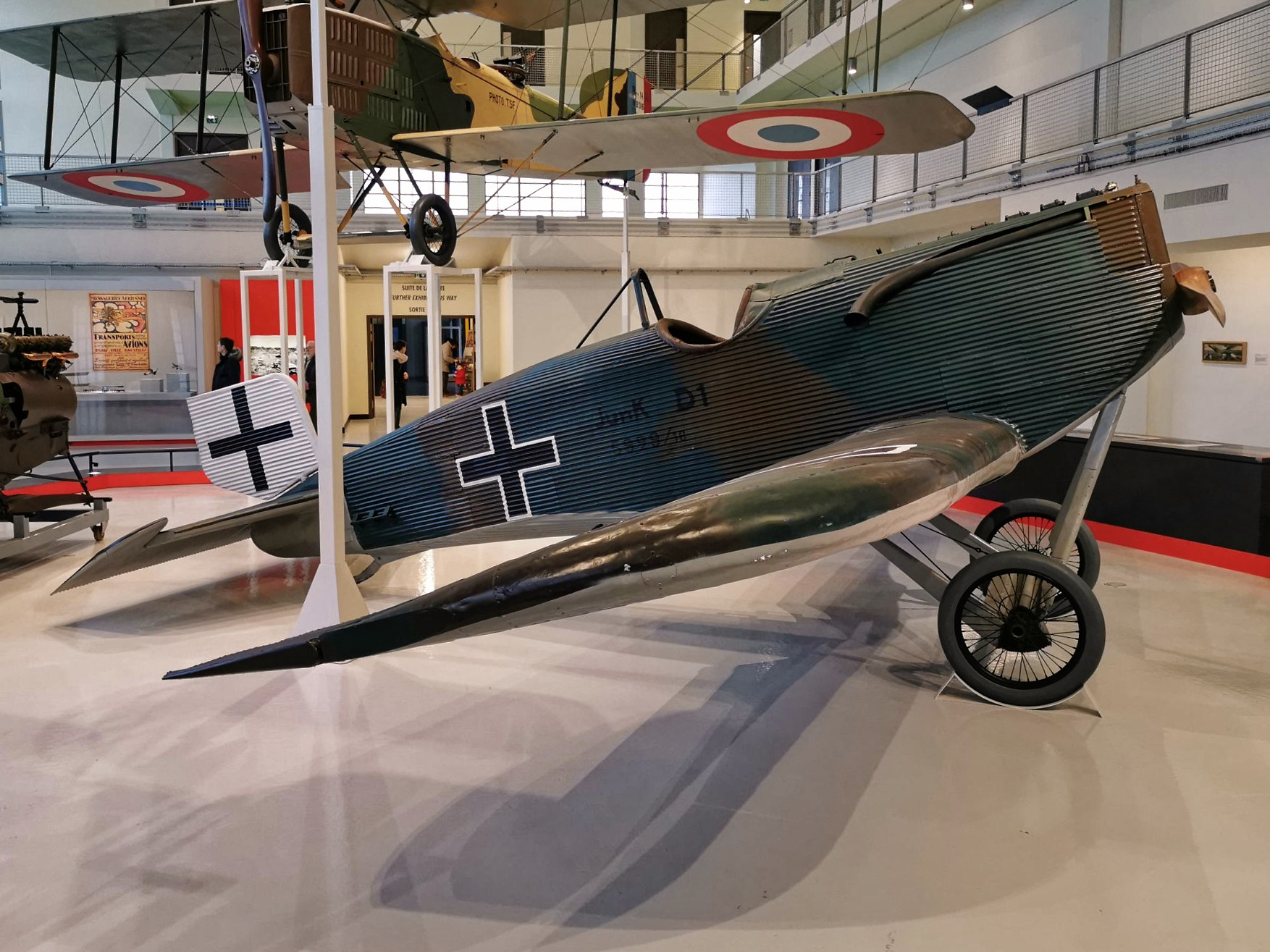
Junkers D.1
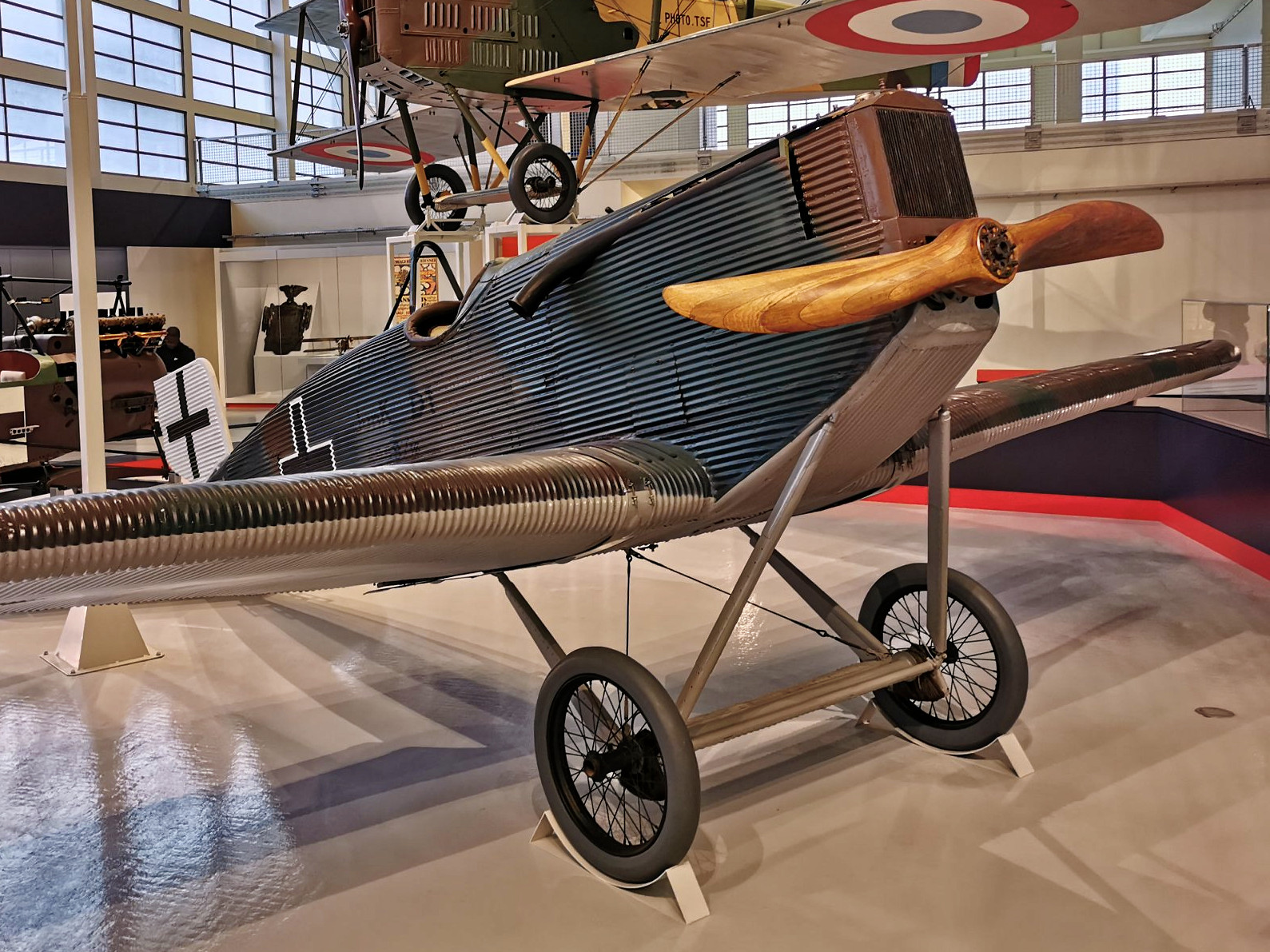
Junkers D.1